# Scrubs: Interns
Scrubs: Interns est une web-série américaine en douze webisodes de 3 à 6 minutes créée sur base de la série Scrubs (comédie dramatique) et se déroulant pendant la huitième saison de cette dernière. Dix épisodes mis en ligne entre le 1er janvier 2009 et le 8 avril 2009 sont associés avec deux épisodes supplémentaires sur le DVD et Blu-Ray de la huitième saison.
Les webisodes sont composés de quatre stagiaires en première année à l'Hôpital du Sacré-Cœur : Katie Collins (Betsy Beutler) ; Denise « Jo » Mahoney (Eliza Coupe) ; Howie Gelder (Todd Bosley) et Sonia « Sunny » Dey (Sonal Shah). Ed Dhandapani (Aziz Ansari) est mentionné en passant mais il ne semble être que dans l'épisode final.
Chacun des membres de la distribution principale de Scrubs apparaît dans au moins un webisode. Deux membres de la distribution récurrente, Ted et Le Todd, font aussi des apparitions.
Certains épisodes sont directement liés à la série principale. Par exemple, Tu vis avec Ted et Gooch se compose essentiellement d'une scène intégrale de Mon avocat est amoureux.

## Distribution
- Sonal Shah (en) : Sonia « Sunny » Dey (12 épisodes)
- Eliza Coupe : Denise « Jo » Mahoney (9 épisodes)
- Betsy Beutler : Katie Collins (8 épisodes)
- Todd Bosley : Howie Gelder (8 épisodes)
- Sam Lloyd : Theodore Buckland (6 épisodes)
- Neil Flynn : Le Concierge (4 épisodes)
- Robert Maschio : Dr Todd Quinlan (4 épisodes)
- John C. McGinley : Dr Perry Cox (1 épisode)
- Zach Braff : Dr John « JD » Dorian (1 épisode)
- Sarah Chalke : Dr Elliot Reid (1 épisode)
- Donald Faison : Dr Chris Turk (1 épisode)
- Judy Reyes : Carla Espinosa (1 épisode)
- Ken Jenkins : Dr Bob Kelso (1 épisode)
- Taran Killam (en) : Jimmy (l'interne aux mains baladeuses) (1 épisode)
- Kate Micucci : Stephanie Gooch (1 épisode)
- Aziz Ansari : Ed Dhandapani (1 épisode)
- Philip McNiven : Roy (1 épisode)
- George Miserlis : Crispin (1 épisode)
- Paul Perry : Randall (1 épisode)
- Devin Mahoney : Chubby guy (1 épisode)
- Eren Celeboglu : Patient (1 épisode)

## Épisodes
| № | Titre                                                                    | Réalisation    | Scénario         | Première diffusion |
| --- | ------------------------------------------------------------------------ | -------------- | ---------------- | ------------------ |
| 1 | Notre internat Our Intern Class                                          | Eren Celeboglu | Devin Mahoney    | 1er janvier 2009   |
| Sunny se présente elle-même, ainsi que ses camarades (Denise, Katie, Ed et Howie) dans un journal vidéo pour ses parents. Les nouveaux internes assistent à l'orientation du Dr Perry Cox.                  |                                                                          |                |                  |                    |
| 2 | Notre rencontre avec JD Our Meeting with J.D.                            | Eren Celeboglu | Melody Derloshon | 7 janvier 2009     |
| Denise et Katie parlent de leur vie sexuelle, assistent à une conférence de JD avec les nouveaux stagiaires sur le jargon hospitalier et Sunny reçoit un billet mystérieux.                                 |                                                                          |                |                  |                    |
| 3 | Notre rencontre dans le placard à balais Our Meeting in the Broom Closet | Eren Celeboglu | Melody Derloshon | 13 janvier 2009    |
| Les stagiaires rencontrent le concierge dans son bureau où il définit certaines règles de base de leur comportement.                                                                                        |                                                                          |                |                  |                    |
| 4 | Screw You avec Ted et Gooch Screw You with Ted and the Gooch             | Eren Celeboglu | Melody Derloshon | 27 janvier 2009    |
| Sunny a son jour de congé et montre des images de Ted et Stéphanie en train de chanter. |                                                                          |                |                  |                    |
| 5 | Jimmy fait son show The Late Night with Jimmy Show                       | Eren Celeboglu | Ryan Kemp        | 3 février 2009     |
| Jimmy prend la caméra de Sunny et anime une émission. |                                                                          |                |                  |                    |
| 6 | Notre rencontre avec le Remue-méninges Our Meeting with the Braintrust   | Eren Celeboglu | Devin Mahoney    | 10 février 2009    |
| Sunny visite le siège du Remue-méninges où le concierge dit à Sunny et Ted de faire une série humoristique "Parents légaux" et dit que Sunny devrait écrire le pilote de cette histoire.                    |                                                                          |                |                  |                    |
| 7 | Scènes coupées de "Parents légaux" Legal Custodians Outtakes             | Eren Celeboglu | Ryan Kemp        | 18 mars 2009       |
| Des scènes coupées du tournage d'un épisode de Parents légaux avec le Concierge, Ted, le Todd. |                                                                          |                |                  |                    |
| 8 | Notre manière de chevet Our Bedside Manner                               | Eren Celeboglu | Devin Mahoney    | 25 mars 2009       |
| Elliot parle avec Denise et Sunny sur leurs manières de chevet. |                                                                          |                |                  |                    |
| 9 | Notre rencontre avec Turk et le Todd Our Meeting with Turk and the Todd  | Eren Celeboglu | Ryan Kemp        | 1er avril 2009     |
| Turk et Todd disent aux stagiaires comment faire la différence entre les chirurgiens et les médecins. |                                                                          |                |                  |                    |
| 10 | Notre dernier conseil Our Final Advice                                   | Eren Celeboglu | Ryan Kemp        | 8 avril 2009       |
| Le Dr Kelso donne quelques conseils à Sunny sur sa façon de profiter de son temps en tant que médecin et les stagiaires réfléchissent sur les leçons qu'ils ont apprises depuis leur arrivée au Sacré-Cœur. |                                                                          |                |                  |                    |
| 11 | Notre rencontre avec Carla Our meeting with Carla                        | Eren Celeboglu | Melody Derloshon | DVD / Blu-Ray      |
| Carla explique aux stagiaires la manière de respecter les infirmières. |                                                                          |                |                  |                    |
| 12 | Parents légaux Legal Custodians Episode                                  | Eren Celeboglu | Melody Derloshon | DVD / Blu-Ray      |
| Le concierge et Ted présentent le premier épisode de "Parents légaux". |                                                                          |                |                  |                    |